# Finale de la Ligue Conférence 2024-2025
La finale de la Ligue Conférence 2024-2025 est la 4e finale de la Ligue Conférence. Cette rencontre a lieu le 28 mai 2025 au Stade municipal de Wrocław, en Pologne.
Le vainqueur obtient une place qualificative pour la phase de championnat de la Ligue Europa 2025-2026.

## Équipes
| Équipe     | Précédentes apparitions en finale (en gras celles remportés) |
| ---------- | ------------------------------------------------------------ |
| Real Betis | 0                                                            |
| Chelsea FC | 0                                                            |

## Désignation de la ville organisatrice de la finale
Le Stade municipal de Wrocław est choisi par le Comité exécutif de l'UEFA le 28 juin 2023 pour organiser la finale de la Ligue Conférence 2025.

## Parcours des finalistes
Note : dans les résultats ci-dessous, le score du finaliste est toujours donné en premier (D : domicile ; E : extérieur).
| Real Betis | Real Betis             | Real Betis | Real Betis   | Tour                        | Chelsea FC      | Chelsea FC | Chelsea FC | Chelsea FC |      |
| --- | ---------------------- | ---------- | ------------ | --------------------------- | --------------- | ---------- | ---------- | ---------- | ---- |
| Adversaire | Total                  | Aller      | Retour       | Phase qualificative         | Adversaire      | Total      | Aller      | Retour     |      |
| Kryvbass Kryvy Rih | 5 - 0                  | 2 - 0 (E)  | 3 - 0 (D)    | Barrages                    | Servette FC     | 2 - 1      | 2 - 0 (D)  | 1 - 2 (E)  |      |
| Adversaire | Résultat               | Résultat   | Résultat     | Phase ligue                 | Adversaire      | Résultat   | Résultat   | Résultat   |      |
| Legia Varsovie | 0 - 1 (E)              | 0 - 1 (E)  | 0 - 1 (E)    | Match 1                     | KAA La Gantoise | 4 - 2 (D)  | 4 - 2 (D)  | 4 - 2 (D)  |      |
| FC Copenhague | 1 - 1 (D)              | 1 - 1 (D)  | 1 - 1 (D)    | Match 2                     | Panathinaïkós   | 4 - 1 (E)  | 4 - 1 (E)  | 4 - 1 (E)  |      |
| NK Celje | 2 - 1 (D)              | 2 - 1 (D)  | 2 - 1 (D)    | Match 3                     | FC Noah         | 8 - 0 (D)  | 8 - 0 (D)  | 8 - 0 (D)  |      |
| FK Mladá Boleslav | 1 - 2 (E)              | 1 - 2 (E)  | 1 - 2 (E)    | Match 4                     | FC Heidenheimm  | 2 - 0 (E)  | 2 - 0 (E)  | 2 - 0 (E)  |      |
| CS Petrocub Hîncești | 1 - 0 (E)              | 1 - 0 (E)  | 1 - 0 (E)    | Match 5                     | FK Astana       | 3 - 1 (E)  | 3 - 1 (E)  | 3 - 1 (E)  |      |
| HJK Helsinki | 1 - 0 (D)              | 1 - 0 (D)  | 1 - 0 (D)    | Match 6                     | Shamrock Rovers | 5 - 1 (D)  | 5 - 1 (D)  | 5 - 1 (D)  |      |
| \| Rang \| Équipe \| Pts \| J \| G \| N \| P \| Bp \| Bc \| Diff \| \| ---- \| ---------------------- \| --- \| - \| - \| - \| - \| -- \| -- \| ---- \| \| 1 \| Chelsea FC \| 18 \| 6 \| 6 \| 0 \| 0 \| 26 \| 5 \| +21 \| \| 2 \| Vitória Guimarães \| 14 \| 6 \| 4 \| 2 \| 0 \| 13 \| 6 \| +7 \| \| 3 \| ACF Fiorentina \| 13 \| 6 \| 4 \| 1 \| 1 \| 18 \| 7 \| +11 \| \| 4 \| Rapid Vienne \| 13 \| 6 \| 4 \| 1 \| 1 \| 11 \| 5 \| +6 \| \| 5 \| Djurgårdens IF \| 13 \| 6 \| 4 \| 1 \| 1 \| 11 \| 7 \| +4 \| \| 6 \| FC Lugano \| 13 \| 6 \| 4 \| 1 \| 1 \| 11 \| 7 \| +4 \| \| 7 \| Legia Varsovie \| 12 \| 6 \| 4 \| 0 \| 2 \| 13 \| 5 \| +8 \| \| 8 \| Cercle Bruges \| 11 \| 6 \| 3 \| 2 \| 1 \| 14 \| 7 \| +7 \| \| 9 \| Jagiellonia Białystok \| 11 \| 6 \| 3 \| 2 \| 1 \| 10 \| 5 \| +5 \| \| 10 \| Shamrock Rovers \| 11 \| 6 \| 3 \| 2 \| 1 \| 12 \| 9 \| +3 \| \| 11 \| APOEL Nicosie \| 11 \| 6 \| 3 \| 2 \| 1 \| 8 \| 5 \| +3 \| \| 12 \| Paphos FC \| 10 \| 6 \| 3 \| 1 \| 2 \| 11 \| 7 \| +4 \| \| 13 \| Panathinaïkós \| 10 \| 6 \| 3 \| 1 \| 2 \| 10 \| 7 \| +3 \| \| 14 \| NK Olimpija Ljubljana \| 10 \| 6 \| 3 \| 1 \| 2 \| 7 \| 6 \| +1 \| \| 15 \| Real Betis \| 10 \| 6 \| 3 \| 1 \| 2 \| 6 \| 5 \| +1 \| \| 16 \| FC Heidenheim \| 10 \| 6 \| 3 \| 1 \| 2 \| 7 \| 7 \| 0 \| \| 17 \| KAA La Gantoise \| 9 \| 6 \| 3 \| 0 \| 3 \| 8 \| 8 \| 0 \| \| 18 \| FC Copenhague \| 8 \| 6 \| 2 \| 2 \| 2 \| 8 \| 9 \| -1 \| \| 19 \| Víkingur Reykjavik \| 8 \| 6 \| 2 \| 2 \| 2 \| 7 \| 8 \| -1 \| \| 20 \| FK Borac Banja Luka \| 8 \| 6 \| 2 \| 2 \| 2 \| 4 \| 7 \| -3 \| \| 21 \| NK Celje \| 7 \| 6 \| 2 \| 1 \| 3 \| 13 \| 13 \| 0 \| \| 22 \| Omónia Nicosie \| 7 \| 6 \| 2 \| 1 \| 3 \| 7 \| 7 \| 0 \| \| 23 \| Molde FK \| 7 \| 6 \| 2 \| 1 \| 3 \| 10 \| 11 \| -1 \| \| 24 \| FK TSC Bačka Topola \| 7 \| 6 \| 2 \| 1 \| 3 \| 10 \| 13 \| -3 \| \| 25 \| Heart of Midlothian \| 7 \| 6 \| 2 \| 1 \| 3 \| 6 \| 9 \| -3 \| \| 26 \| İstanbul Başakşehir FK \| 6 \| 6 \| 1 \| 3 \| 2 \| 9 \| 12 \| -3 \| \| 27 \| FK Mladá Boleslav \| 6 \| 6 \| 2 \| 0 \| 4 \| 7 \| 10 \| -3 \| \| 28 \| FK Astana \| 5 \| 6 \| 1 \| 2 \| 3 \| 4 \| 8 \| -4 \| \| 29 \| FC Saint-Gall \| 5 \| 6 \| 1 \| 2 \| 3 \| 10 \| 18 \| -8 \| \| 30 \| HJK Helsinki \| 4 \| 6 \| 1 \| 1 \| 4 \| 3 \| 9 \| -6 \| \| 31 \| FC Noah \| 4 \| 6 \| 1 \| 1 \| 4 \| 6 \| 16 \| -10 \| \| 32 \| The New Saints \| 3 \| 6 \| 1 \| 0 \| 5 \| 5 \| 10 \| -5 \| \| 33 \| Dinamo Minsk \| 3 \| 6 \| 1 \| 0 \| 5 \| 4 \| 13 \| -9 \| \| 34 \| Larne FC \| 3 \| 6 \| 1 \| 0 \| 5 \| 3 \| 12 \| -9 \| \| 35 \| LASK \| 3 \| 6 \| 0 \| 3 \| 3 \| 4 \| 14 \| -10 \| \| 36 \| CS Petrocub Hîncești \| 2 \| 6 \| 0 \| 2 \| 4 \| 4 \| 13 \| -9 \| |                        |            |              |                             |                 |            |            |            |      |
| Adversaire | Total                  | Aller      | Retour       | Phase à élimination directe | Adversaire      | Total      | Aller      | Retour     |      |
| KAA La Gantoise | 3 - 1                  | 3 - 0 (E)  | 0 - 1 (D)    | Barrages                    | -               | -          | -          | -          |      |
| Vitória Guimarães | 6 - 2                  | 2 - 2 (D)  | 4 - 0 (E)    | Huitièmes de finale         | FC Copenhague   | 3 - 1      | 2 - 1 (E)  | 1 - 0 (D)  |      |
| Jagiellonia Białystok | 3 - 1                  | 2 - 0 (D)  | 1 - 1 (E)    | Quarts de finale            | Legia Varsovie  | 4 - 2      | 3 - 0 (E)  | 1 - 2 (D)  |      |
| ACF Fiorentina | 4 - 3                  | 2 - 1 (D)  | 2 - 2 ap (E) | Demi-finales                | Djurgårdens IF  | 5 - 1      | 4 - 1 (E)  | 1 - 0 (D)  |      |
| Rang | Équipe                 | Pts        | J            | G                           | N               | P          | Bp         | Bc         | Diff |
| 1 | Chelsea FC             | 18         | 6            | 6                           | 0               | 0          | 26         | 5          | +21  |
| 2 | Vitória Guimarães      | 14         | 6            | 4                           | 2               | 0          | 13         | 6          | +7   |
| 3 | ACF Fiorentina         | 13         | 6            | 4                           | 1               | 1          | 18         | 7          | +11  |
| 4 | Rapid Vienne           | 13         | 6            | 4                           | 1               | 1          | 11         | 5          | +6   |
| 5 | Djurgårdens IF         | 13         | 6            | 4                           | 1               | 1          | 11         | 7          | +4   |
| 6 | FC Lugano              | 13         | 6            | 4                           | 1               | 1          | 11         | 7          | +4   |
| 7 | Legia Varsovie         | 12         | 6            | 4                           | 0               | 2          | 13         | 5          | +8   |
| 8 | Cercle Bruges          | 11         | 6            | 3                           | 2               | 1          | 14         | 7          | +7   |
| 9 | Jagiellonia Białystok  | 11         | 6            | 3                           | 2               | 1          | 10         | 5          | +5   |
| 10 | Shamrock Rovers        | 11         | 6            | 3                           | 2               | 1          | 12         | 9          | +3   |
| 11 | APOEL Nicosie          | 11         | 6            | 3                           | 2               | 1          | 8          | 5          | +3   |
| 12 | Paphos FC              | 10         | 6            | 3                           | 1               | 2          | 11         | 7          | +4   |
| 13 | Panathinaïkós          | 10         | 6            | 3                           | 1               | 2          | 10         | 7          | +3   |
| 14 | NK Olimpija Ljubljana  | 10         | 6            | 3                           | 1               | 2          | 7          | 6          | +1   |
| 15 | Real Betis             | 10         | 6            | 3                           | 1               | 2          | 6          | 5          | +1   |
| 16 | FC Heidenheim          | 10         | 6            | 3                           | 1               | 2          | 7          | 7          | 0    |
| 17 | KAA La Gantoise        | 9          | 6            | 3                           | 0               | 3          | 8          | 8          | 0    |
| 18 | FC Copenhague          | 8          | 6            | 2                           | 2               | 2          | 8          | 9          | -1   |
| 19 | Víkingur Reykjavik     | 8          | 6            | 2                           | 2               | 2          | 7          | 8          | -1   |
| 20 | FK Borac Banja Luka    | 8          | 6            | 2                           | 2               | 2          | 4          | 7          | -3   |
| 21 | NK Celje               | 7          | 6            | 2                           | 1               | 3          | 13         | 13         | 0    |
| 22 | Omónia Nicosie         | 7          | 6            | 2                           | 1               | 3          | 7          | 7          | 0    |
| 23 | Molde FK               | 7          | 6            | 2                           | 1               | 3          | 10         | 11         | -1   |
| 24 | FK TSC Bačka Topola    | 7          | 6            | 2                           | 1               | 3          | 10         | 13         | -3   |
| 25 | Heart of Midlothian    | 7          | 6            | 2                           | 1               | 3          | 6          | 9          | -3   |
| 26 | İstanbul Başakşehir FK | 6          | 6            | 1                           | 3               | 2          | 9          | 12         | -3   |
| 27 | FK Mladá Boleslav      | 6          | 6            | 2                           | 0               | 4          | 7          | 10         | -3   |
| 28 | FK Astana              | 5          | 6            | 1                           | 2               | 3          | 4          | 8          | -4   |
| 29 | FC Saint-Gall          | 5          | 6            | 1                           | 2               | 3          | 10         | 18         | -8   |
| 30 | HJK Helsinki           | 4          | 6            | 1                           | 1               | 4          | 3          | 9          | -6   |
| 31 | FC Noah                | 4          | 6            | 1                           | 1               | 4          | 6          | 16         | -10  |
| 32 | The New Saints         | 3          | 6            | 1                           | 0               | 5          | 5          | 10         | -5   |
| 33 | Dinamo Minsk           | 3          | 6            | 1                           | 0               | 5          | 4          | 13         | -9   |
| 34 | Larne FC               | 3          | 6            | 1                           | 0               | 5          | 3          | 12         | -9   |
| 35 | LASK                   | 3          | 6            | 0                           | 3               | 3          | 4          | 14         | -10  |
| 36 | CS Petrocub Hîncești   | 2          | 6            | 0                           | 2               | 4          | 4          | 13         | -9   |

## Match
| Real Betis ·      |                   |     |
| Titulaires :      |                   |     |
|                   |                   |     |
| 13                | Adrián            |     |
| 23                | Youssouf Sabaly   |     |
| 05                | Marc Bartra       |     |
| 06                | Natan             |     |
| 12                | Ricardo Rodríguez | 46e |
| 18                | Pablo Fornals     | 85e |
| 04                | Johnny Cardoso    | 85e |
| 07                | Antony            |     |
| 22                | Isco              |     |
| 10                | Ez Abde           | 53e |
| 11                | Cédric Bakambu    | 72e |
|                   |                   |     |
| Remplaçants :     |                   |     |
| 25                | Fran Vieites      |     |
| 41                | Manu González     |     |
| 15                | Romain Perraud    | 46e |
| 16                | Sergi Altimira    | 85e |
| 20                | Giovani Lo Celso  | 85e |
| 24                | Aitor Ruibal      | 72e |
| 32                | Nobel Mendy       |     |
| 36                | Jesús Rodríguez   | 53e |
| 40                | Ángel Ortiz       |     |
| 46                | Mateo Flores      |     |
| 52                | Pablo García      |     |
|                   |                   |     |
| Entraîneur :      |                   |     |
| Manuel Pellegrini |                   |     |

| Chelsea FC ·  |                       |     |
| Titulaires :  |                       |     |
|               |                       |     |
| 12            | Filip Jörgensen       |     |
| 27            | Malo Gusto            | 46e |
| 23            | Trevoh Chalobah       |     |
| 05            | Benoît Badiashile     | 61e |
| 03            | Marc Cucurella        |     |
| 06            | Moisés Caicedo        |     |
| 08            | Enzo Fernández        |     |
| 07            | Pedro Neto            | 61e |
| 20            | Cole Palmer           | 88e |
| 11            | Noni Madueke          |     |
| 15            | Nicolas Jackson       | 80e |
|               |                       |     |
| Remplaçants : |                       |     |
| 01            | Robert Sánchez        |     |
| 47            | Lucas Bergström       |     |
| 04            | Tosin Adarabioyo      |     |
| 06            | Levi Colwill          | 61e |
| 18            | Christopher Nkunku    |     |
| 19            | Jadon Sancho          | 61e |
| 22            | Kiernan Dewsbury-Hall | 80e |
| 24            | Reece James           | 46e |
| 32            | Tyrique George        |     |
| 34            | Josh Acheampong       |     |
| 38            | Marc Guiu             | 88e |
| 39            | Mathis Amougou        |     |
|               |                       |     |
| Entraîneur :  |                       |     |
| Enzo Maresca  |                       |     |

| Real Betis ·      |                   |     |
| Titulaires :      |                   |     |
|                   |                   |     |
| 13                | Adrián            |     |
| 23                | Youssouf Sabaly   |     |
| 05                | Marc Bartra       |     |
| 06                | Natan             |     |
| 12                | Ricardo Rodríguez | 46e |
| 18                | Pablo Fornals     | 85e |
| 04                | Johnny Cardoso    | 85e |
| 07                | Antony            |     |
| 22                | Isco              |     |
| 10                | Ez Abde           | 53e |
| 11                | Cédric Bakambu    | 72e |
|                   |                   |     |
| Remplaçants :     |                   |     |
| 25                | Fran Vieites      |     |
| 41                | Manu González     |     |
| 15                | Romain Perraud    | 46e |
| 16                | Sergi Altimira    | 85e |
| 20                | Giovani Lo Celso  | 85e |
| 24                | Aitor Ruibal      | 72e |
| 32                | Nobel Mendy       |     |
| 36                | Jesús Rodríguez   | 53e |
| 40                | Ángel Ortiz       |     |
| 46                | Mateo Flores      |     |
| 52                | Pablo García      |     |
|                   |                   |     |
| Entraîneur :      |                   |     |
| Manuel Pellegrini |                   |     |

| Chelsea FC ·  |                       |     |
| Titulaires :  |                       |     |
|               |                       |     |
| 12            | Filip Jörgensen       |     |
| 27            | Malo Gusto            | 46e |
| 23            | Trevoh Chalobah       |     |
| 05            | Benoît Badiashile     | 61e |
| 03            | Marc Cucurella        |     |
| 06            | Moisés Caicedo        |     |
| 08            | Enzo Fernández        |     |
| 07            | Pedro Neto            | 61e |
| 20            | Cole Palmer           | 88e |
| 11            | Noni Madueke          |     |
| 15            | Nicolas Jackson       | 80e |
|               |                       |     |
| Remplaçants : |                       |     |
| 01            | Robert Sánchez        |     |
| 47            | Lucas Bergström       |     |
| 04            | Tosin Adarabioyo      |     |
| 06            | Levi Colwill          | 61e |
| 18            | Christopher Nkunku    |     |
| 19            | Jadon Sancho          | 61e |
| 22            | Kiernan Dewsbury-Hall | 80e |
| 24            | Reece James           | 46e |
| 32            | Tyrique George        |     |
| 34            | Josh Acheampong       |     |
| 38            | Marc Guiu             | 88e |
| 39            | Mathis Amougou        |     |
|               |                       |     |
| Entraîneur :  |                       |     |
| Enzo Maresca  |                       |     |